# راهبرد فرگشتی
راهبرد فرگشتی(به انگلیسی: Evolution Strategy و به اختصار ES) یک روش بهینه‌سازی بر اساس ایدهٔ سازگاری و فرگشت است که بخشی از الگوریتم‌های فرگشتی و محاسبات فرگشتی به شمار می‌رود.

## تاریخچه
روش بهینه‌سازی راهبرد فرگشتی در اوایل سال ۱۹۶۰ ابداع و سپس در دههٔ ۱۹۷۰ توسعه یافت. بعدها توسط رچنبرگ و هانس پائول شوفل و همکارانش نیز ادامه یافت.